# Yahya al-Mutásim
Yahya al-Mutásim (en árabe: أبو زكرياء المعتصم يحيى بن الناصر‎; Abū Zakarīyā' Al-Mu`taṣim Yaḥyā ibn An-Nāṣir; ¿?-6 de julio de 1235) fue un califa almohade en la época de decadencia del imperio. El territorio que reconoció su autoridad se limitó a la zona entre el Atlas y Marrakech.

## Reinado
Los asesinos de su tío Abu Muhammad al-Adil, muerto el 5 de octubre del 1227, le entregaron el trono tras reconocer brevemente a su tío Abu El-Ola (Al-Mamún), que se había rebelado en Al-Ándalus en septiembre. Aquellos eran jefes de las tribus Hintata y Tinmallal que al principio habían apoyado a Al-Ádil contra algunas otras tribus rebeldes y luego lo habían derrocado. A los siete meses de su entronización, tuvo que abandonar Marrakech, conquistada por su tío Al-Mamún. La recuperó algún tiempo cuando este tuvo que ausentarse para asediar Ceuta, pero luego la abandonó de nuevo cuando marchó hacia ella el hijo del califa Al-Mamún, su primo Ar-Rashid.
Al-Mutásim huyó de nuevo, pero a la muerte de su tío en 1232 renovó sus pretensiones al trono. Sin embargo su primo Abd al-Wahid II fue reconocido califa y expulsó definitivamente a Al-Mutásim. Se refugió en el sur pero unos árabes de la tribu Maqil lo asesinaron el 6 de julio del 1235.